# 足軽長屋 (新発田市)

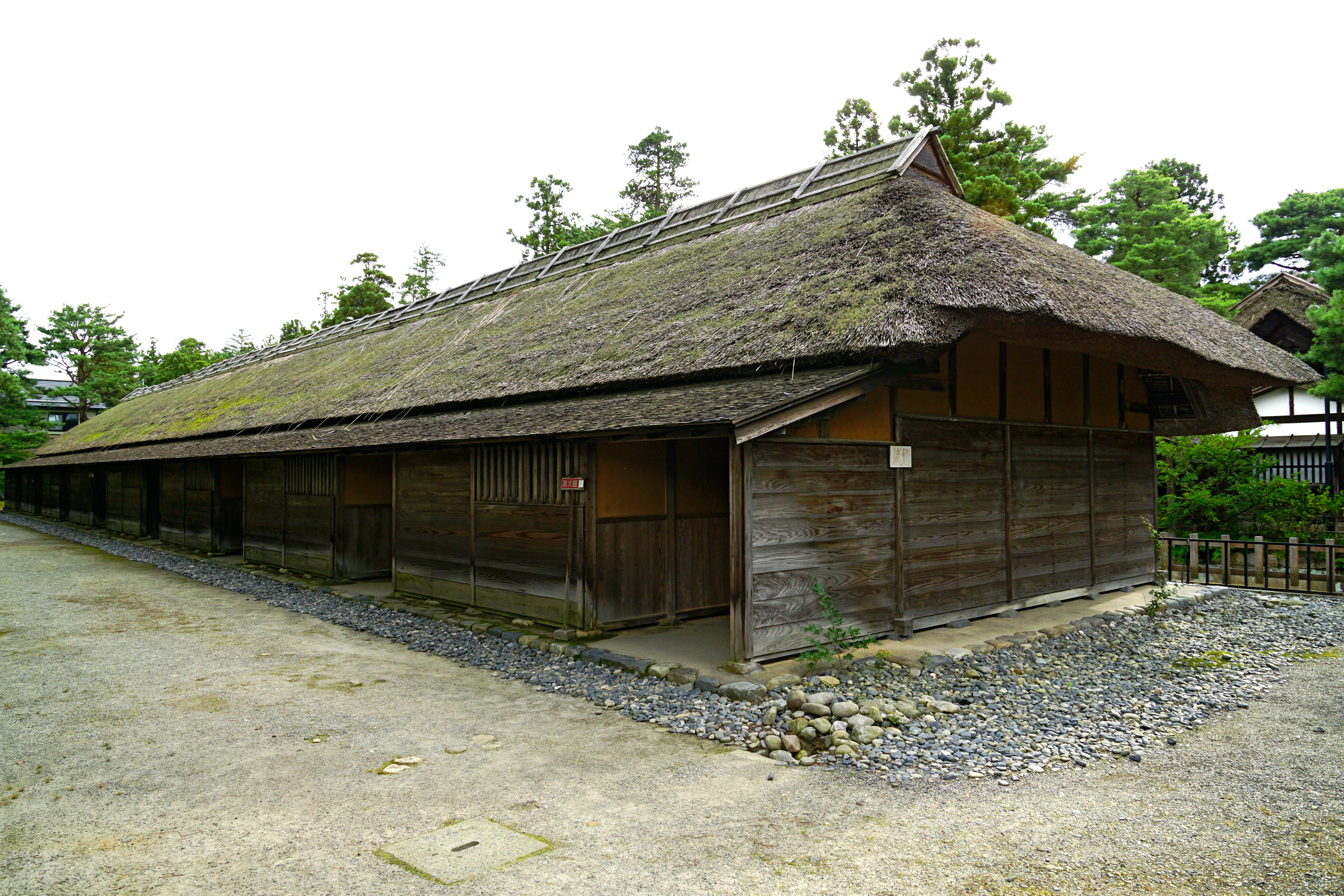
外観

足軽長屋（あしがるながや）は、新潟県新発田市にある江戸時代の新発田藩の足軽の長屋形式の住居。国の重要文化財に指定されている。所有者は財団法人北方文化博物館。

## 概要

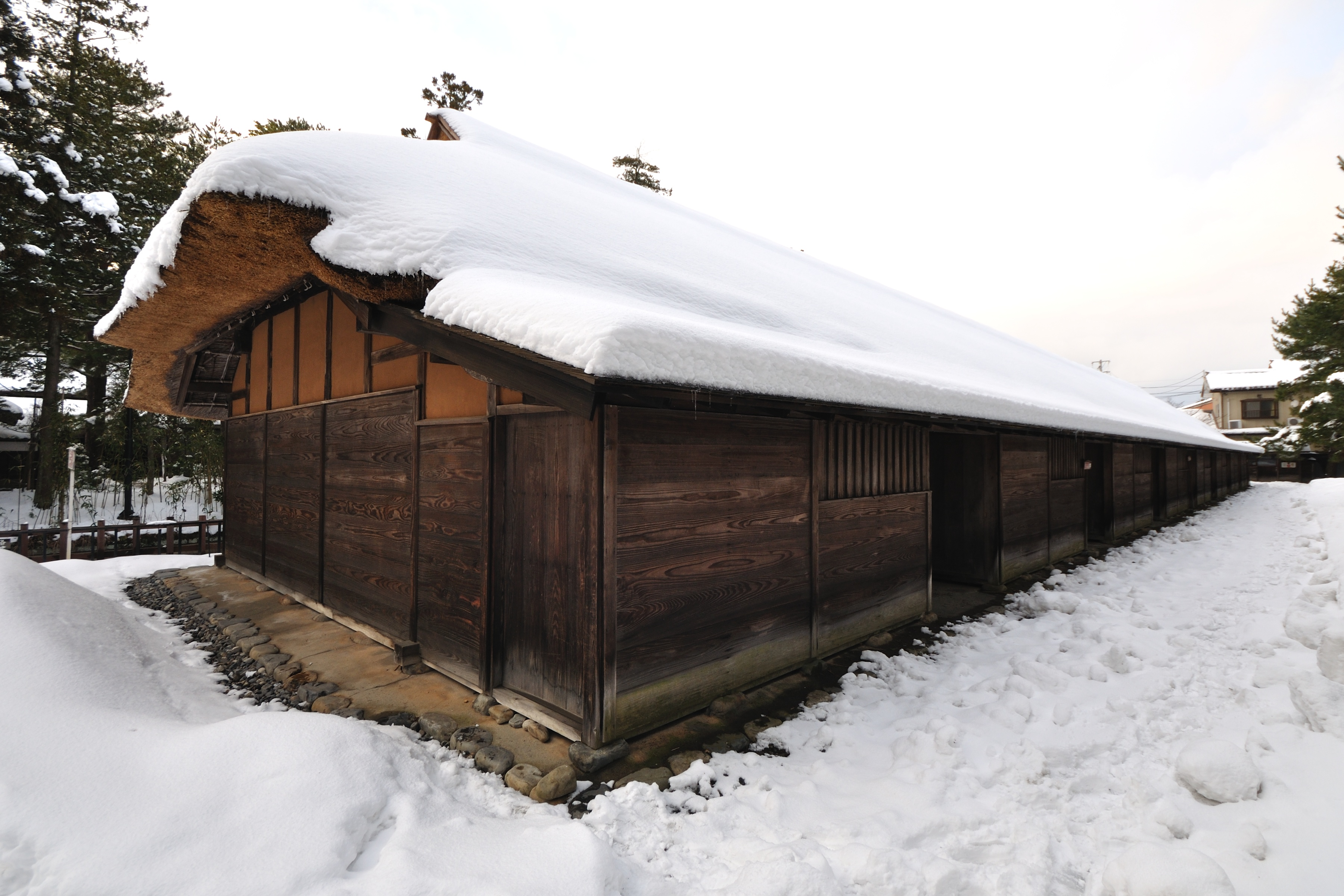
冬期

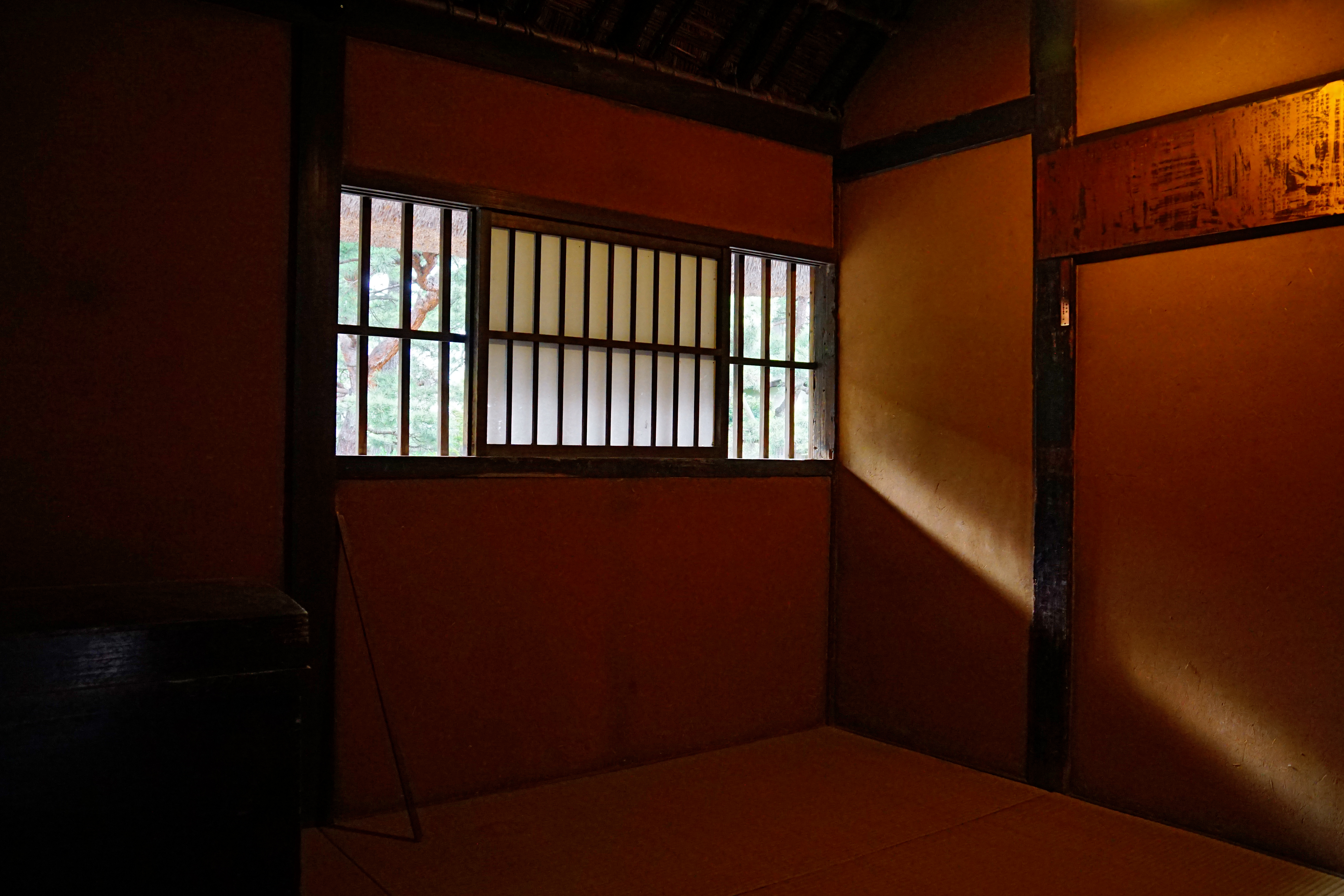
内部

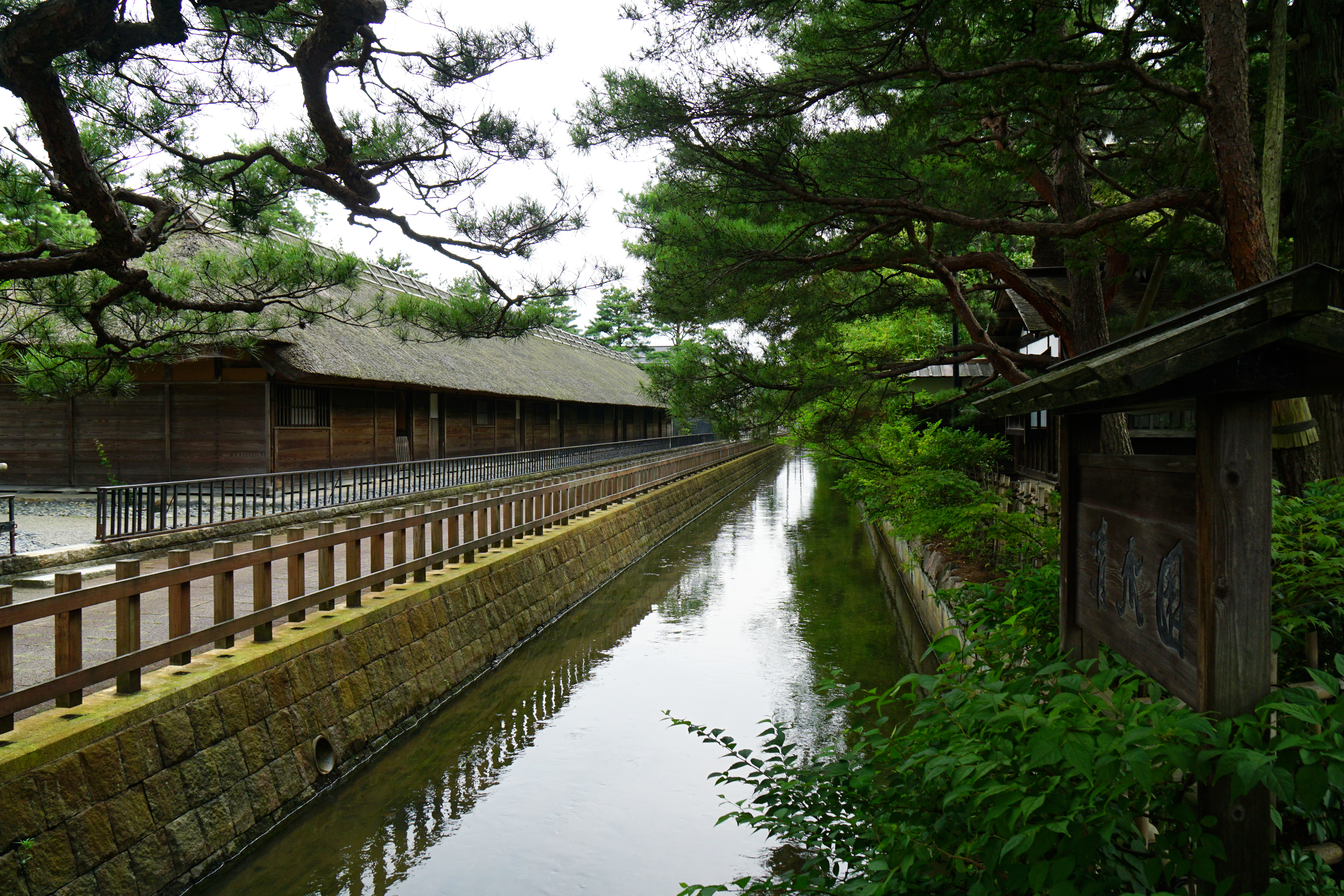
清水園と足軽長屋の間を流れる新発田川

江戸時代にはこの付近に4棟あったとされるが、現存するのは1棟のみ。茅葺の8世帯向け棟割長屋である。建造年代は不明だが、棟札に「天保十三年」（1842年）の文字が残されており、同年の建造と考えられている。
昭和44年（1969年）に解体修理が行われて整備されたが、その前年まで実際の住居として人が住んでいた。前述の棟札はこの解体修理の際に見つかった。
同市にある新発田市立歴史図書館の外観は、この足軽長屋の形をモチーフとしたものである。

## 交通アクセス
- JR羽越本線・白新線 新発田駅 徒歩約7分